# کازویوشی ناکامورا
کازویوشی ناکامورا (به انگلیسی: Kazuyoshi Nakamura) بازیکن فوتبال اهل ژاپن و عضو تیم ملی فوتبال ژاپن است که در تاریخ ۰۴ مارس ۱۹۷۹ میلادی اولین بازی ملی‌اش را انجام داد. او در ۵ بازی ملی حضور داشت و آخرین بازی ملی خود را در تاریخ ۱ ژوئیه ۱۹۷۹ میلادی انجام داد. کازویوشی ناکامورا در بازی‌های ملی‌اش
۱ گل به ثمر رساند.